# World Fantasy Award

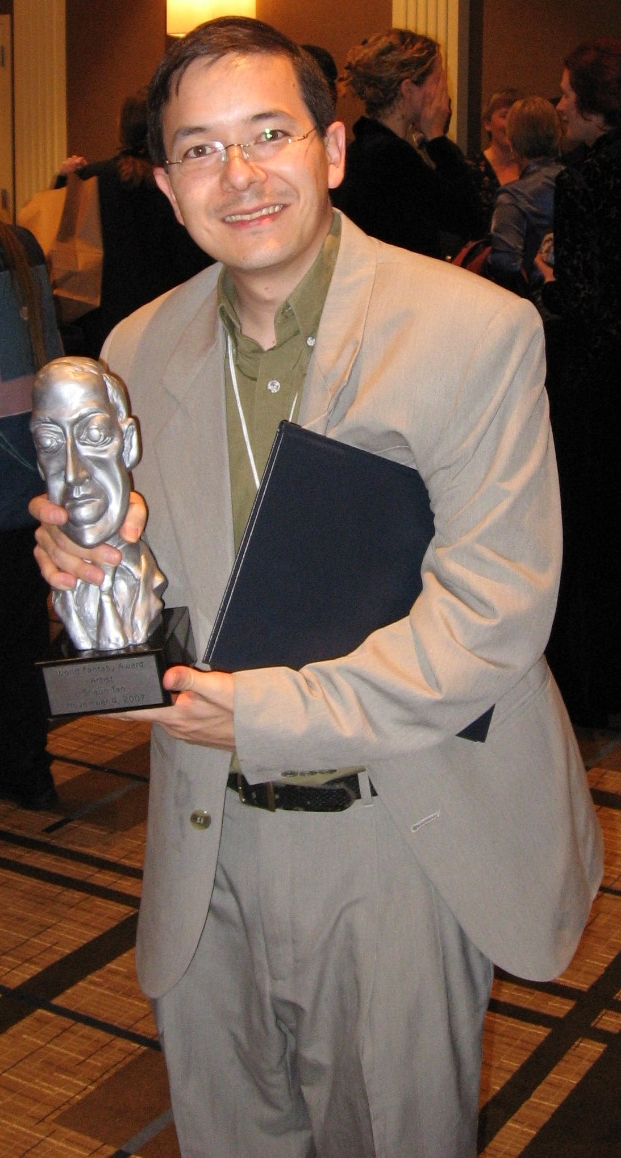
Shaun Tan při předevání ceny za World Fantasy Award.

World Fantasy Award („Světová cena fantasy“) je americká cena pro nejlepší příspěvky v literárním žánru fantasy, udělovaná od roku 1975 každoročně na Světovém fantasy sjezdu (World Fantasy Convention). Cena tvoří protějšek k Ceně Hugo (Hugo Award), udělované v žánru sci-fi.

## Kategorie
- nejlepší román
- nejlepší novela
- nejlepší povídka
- nejlepší antologie
- nejlepší sbírka
- nejlepší umělec
- zvláštní ocenění tohoto sjezdu
- životní přínos
- zvláštní ocenění pro profesionálního umělce
- zvláštní ocenění pro amatérského umělce